# Никола Васиљевић (српски фудбалер, 1983)
Никола Васиљевић (Београд, 19. децембар 1983) је бивши српски фудбалер. Играо је у одбрани.

## Трофеји
Црвена звезда
- Куп Србије (1): 2009/10.